# Gypsophila pallida
Gypsophila pallida är en nejlikväxtart som beskrevs av Otto Stapf. Gypsophila pallida ingår i släktet slöjor, och familjen nejlikväxter. Inga underarter finns listade i Catalogue of Life.